# Valonis Kadrijaj
Valonis Kadrijaj (* 23. März 1992 in Đakovica, SFR Jugoslawien, heute Kosovo) ist ein kosovarischer Fußballspieler.

## Karriere
Der Stürmer begann seine Karriere im Kindesalter beim FC Stern 1919 München und wechselte 2007 in die Jugendabteilung der SpVgg Unterhaching.
Am 18. Spieltag der Saison 2010/11 gab Kadrijaj, der zu diesem Zeitpunkt noch für die A-Jugend spielberechtigt war, sein Debüt als Profi für die erste Mannschaft der Spielvereinigung. Er wurde im Spiel der 3. Liga gegen den SV Sandhausen eingewechselt. Seinen ersten Treffer in der 3. Liga erzielte Kadrijaj am 23. Spieltag beim 2:0-Heimsieg gegen den VfR Aalen. Ab dem 1. Januar 2013 stand er beim SC Pfullendorf unter Vertrag.
Zur Saison 2013/14 wechselte er zur zweiten Mannschaft des FC Augsburg. Zwei Jahre später, zur Saison 2015/16, wechselte er zum Ligakonkurrenten Wacker Burghausen, den er nach der Saison wieder verließ.